# Heteropogon lautus
Heteropogon lautus är en tvåvingeart som beskrevs av Friedrich Hermann Loew 1872. Heteropogon lautus ingår i släktet Heteropogon och familjen rovflugor.
Artens utbredningsområde är Texas. Inga underarter finns listade i Catalogue of Life.